# Roman Siwek
Roman Siwek – polski puzonista, profesor sztuk muzycznych.
Absolwent Państwowej Wyższej Szkoły Muzycznej w Katowicach. Były pedagog PWSM w Katowicach (na stanowisku docenta), PWSM w Krakowie oraz Akademii Muzycznej im. Fryderyka Chopina w Warszawie, gdzie pełnił funkcję kierownika Katedry Kameralistyki oraz Katedry Instrumentów Dętych. 11 maja 1990 roku został przyznany mu tytuł profesora sztuk muzycznych.
Wieloletni solowy puzonista Wielkiej Orkiestry Symfonicznej Polskiego Radia i Telewizji oraz Orkiestry Filharmonii Narodowej. Pomysłodawca i kierownik artystyczny Ogólnopolskiego Konkursu Trębaczy w Kaliszu (pierwsza edycja w 1996).
Laureat I nagrody Międzynarodowego Konkursu Muzycznego w Genewie (1966) oraz II nagrody Międzynarodowego Konkursu w Pradze (1962). 